# Cazaux-Villecomtal
Cazaux-Villecomtal é uma comuna francesa na região administrativa de Occitânia, no departamento de Gers. Estende-se por uma área de 4,13 km². Em 2010 a comuna tinha 74 habitantes (densidade: 17,9 hab./km²).